# Cis pacificus
Cis pacificus es una especie de coleóptero de la familia Ciidae.

## Distribución geográfica
Habita en Hawái.